# 西北區 (冰島)
西北區是冰島八个地區之一，位於該國西北部，臨格陵蘭海。面积12,737平方公里，2021年1月人口数量为7,400人。首府瑟伊藻克羅屈爾。2024年时下轄4个市镇。

## 市镇列表
- 胡纳比格兹
- 西胡纳辛
- 斯卡加菲厄泽
- 斯卡加斯特倫